# José María Lidón
José María Lidón Corbi (Gerona, 1951 - Guecho, 2001) fue un juez y jurista español especializado en Derecho penal de menores, catedrático de la Universidad de Deusto y magistrado de la Audiencia Provincial de Vizcaya. Fue asesinado por un miembro de la banda terrorista ETA el 7 de noviembre de 2001.

## Trayectoria vital y profesional
Nacido en Gerona el 28 de febrero de 1951, José María Lidón se trasladó al País Vasco para cursar estudios de Derecho en la Universidad de Deusto. Fue docente de dicha universidad desde 1972, y alcanzó el grado de Catedrático en Derecho Penal, en la especialidad de Derecho Penal de Menores.
Ingresó en la carrera judicial en 1990, en el puesto de magistrado, por el turno de "juristas de reconocido prestigio". Durante su carrera como juez debió dictar sentencia en varios casos con especial relevancia social y mediática, como el juicio contra seis jóvenes por el ataque con cócteles molotov la sede del PSE-EE en Portugalete (Vizcaya) en abril de 1987 en el que murieron dos personas; la sentencia en la que se condenó a nueve guardias civiles por las torturas infligidas a Tomás Linaza, padre de un activista de ETA, durante su detención en el cuartel bilbaíno de La Salve; el juicio celebrado en 1991 contra cuatro jóvenes, algunos de ellos menores de edad, por matar a golpes a un mendigo en Bilbao, o la sentencia que condenó a varios guardias civiles por las torturas practicadas contra el miembro liberado de ETA, Juan Ramón Rojo.

## Asesinato
La mañana del 7 de noviembre de 2001 un miembro de ETA asesinó al juez José María Lidón a la salida del garaje de su vivienda, en Guecho (Vizcaya). La pistola empleada para cometer su asesinato fue posteriormente hallada en el interior del coche en el que murieron los presuntos etarras Odei Galarraga y Egoitz Gurrutxaga, víctimas de la detonación accidental del explosivo que manipulaban en el barrio bilbaíno de Basurto. El miembro de ETA Orkatz Gallastegi fue condenado por la Audiencia Nacional a 26 años de cárcel por facilitar a ETA información sobre los hábitos del magistrado, posibilitando así su asesinato. Por su parte, Urtzi Murueta fue extraditado por Francia a España acusado de haber ordenado a Orkatz Gallastegi la vigilancia del magistrado, de acuerdo con la declaración de este último ante la Policía; sin embargo, le retractación de Gallastegi y la falta de otras pruebas concluyentes llevaron a la absolución de Murueta por este delito.

## Homenajes
Tras su muerte, el juez Lidón ha recibido numerosos homenajes y reconocimientos. El ayuntamiento de Bilbao ha dado por ejemplo el nombre de José María Lidón a una calle en el barrio de Mina del Morro, y en San Sebastián se inauguró en 2007 el Centro de Documentación Judicial José María Lidón. La Universidad de Deusto, en la que era docente el magistrado, le ha dedicado también diversos homenajes, varios de ellos en forma de publicación especializada en Derecho, como los Estudios Jurídicos en memoria de José María Lidón o los Cuadernos Penales José María Lidón.